# Château de Picquigny
Le château de Picquigny est un ancien château fort, de nos jours en ruines, dont les vestiges se dressent sur le territoire de la commune française de Picquigny, à proximité et à l'ouest d'Amiens, dans le département de la Somme, en région Hauts-de-France.

## Localisation
Le château est bâti à flanc de coteau, en rive gauche, sur le versant sud de la vallée de la Somme, sur la commune de Picquigny, dans le département français de la Somme. Il est un véritable verrou sur le fleuve, sur lequel il offre un magnifique point de vue, et contrôle aussi bien la circulation des marchandises que celle des hommes par la présence d'un péage, sur l'un des passages possibles, de cette rivière marécageuse, entre Amiens et Abbeville.

## Historique
La seigneurie de franc-alleu de Picquigny qui fut donnée en partage à l'un des compagnons de Clovis avec ses droits singuliers et ses prérogatives fut l'une des plus belles et importantes seigneuries du royaume de France.
Le château fut pris par le roi Dagobert en 632. Il faut attendre 942 pour rencontrer des données plus précises.
Le lignage de Picquigny a légué à la postérité l'un des plus anciens fonds d'archive émanant d'une maison seigneuriale, au nord de la Loire (archives nationales R 672-678).
Le premier seigneur connu de Picquigny est Guermond, sa femme s'appelait Adèle (1013).
Eustache de Picquigny est le premier vidame d'Amiens en 1040 et avoué de l'abbaye de Corbie (lui donnant le droit de frapper monnaie). La fonction de vidame étant de protéger les intérêts temporels de l'évêque. Le titre de vidame d'Amiens (vicomte) n'est pas héréditaire, mais attaché à la propriété du château.
Cette seigneurie comptait au XVIIe siècle, 1 800 vassaux, 700 fiefs et 443 arrière-fiefs.
La devise des barons de Picquigny est : « Je descends du très haut et du dieu de la guerre ».

### Chronologie
Le 17 décembre 942, Guillaume Ier de Normandie y est assassiné sur ordre d'Arnoul Ier de Flandre et du roi des Francs Louis IV d'Outremer.
En 1066, Eustache de Picquigny devint vidame d'Amiens, c'est-à-dire défenseur de l'évêque et avoué de l'abbaye de Corbie. Le seigneur de Picquigny rendait donc hommage à l'évêque d'Amiens qui lui remettait un anneau d'or, et à l'abbé de Corbie.
En 1115, le châtelain d'Amiens, Adam, fut incarcéré au château de Picquigny.
En 1307, sur l'ordre de Philippe IV le Bel, roi de France, Renaud de Picquigny fit arrêter et incarcérer les Templiers du bailliage d'Amiens au château.
Au début de la guerre de Cent Ans, en 1346 le roi d'Angleterre Édouard III ne put franchir la Somme à Picquigny. En 1398, la seigneurie de Picquigny passa à Baudoin d'Ailly et resta dans cette famille jusqu'en 1681.
Le château fort fut incendié en 1470 par Charles le Téméraire. Il fut reconstruit et modifié à la Renaissance. Le 7 juin 1493, le roi Charles VIII passa une nuit au château à son retour d'un pèlerinage à Notre-Dame de Boulogne.
En 1553, l'armée de Charles Quint incendia la ville de Picquigny. En avril 1597, Henri IV séjourna au château avant de se rendre au siège d'Amiens prise par les Espagnols.
En 1636] Richelieu passa une nuit au château en allant inspecter les fortifications d'Abbeville. En 1681, la seigneurie de Picquigny passe à la famille d'Honoré d'Albert (1581-1649), duc de Chaulnes et reste dans cette famille jusqu'en 1774.
En 1689, Madame de Sévigné séjourne quatre jours au château. Elle relata son séjour dans une lettre datée du 27 avril 1689.
À la fin du XVIIe siècle, le château de Picquigny sort de la descendance directe des Picquigny et des d'Ailly, tout en restant dans la maison d'Albert, branche des ducs de Chaulnes. Il devient alors rarement habité.
Peu entretenu dans la seconde moitié du XVIIIe siècle, le château de Picquigny est délabré lorsque les créanciers de Michel Ferdinand d'Albert d'Ailly, 5e duc de Chaulnes, le saisissent, à la mort de celui-ci, en 1769. Il ne sera plus habité par la suite. Adjugé en 1774 à Liefman Calmer, il est revendu en 1779 par celui-ci au comte d'Artois, le futur Roi Charles X, sur lequel il est saisi et vendu comme bien national, au district d'Amiens, les 27, 28 et 29 nivôse an III (18 janvier 1795) de la République.
Laissé à l'abandon, le château est en ruine en 1818 et sert de carrière aux habitants dès 1795 et passe entre diverses mains. Au milieu du XIXe siècle, les ruines appartiennent au baron de Morgan de Belloy (1811-1884). Le château est finalement classé en 1906.
En 1912, sa fille, la comtesse Aymar de La Rochefoucauld (née Morgan de Belloy en 1845), décédée en 1920, lègue par testament, les ruines du château de Picquigny à la Société des antiquaires de Picardie, société savante d'Amiens, qui, durant presque un siècle, assure la stabilisation et la préservation des ruines.
En 2013, la Société des Antiquaires de Picardie vend les ruines du château de Picquigny au baron Michel Morange qui en assume depuis la préservation et la restauration.

### Préservation et mise en valeur du site auXXIesiècle
La restauration du rempart nord intérieur, entre la porte du Gard et la collégiale, a été effectuée vers 2005.
Plusieurs fêtes médiévales ont été organisées depuis 2005.
En 2009, le petit jardin situé devant le pavillon Sévigné, est défriché et aménagé en jardin médiéval. Des travaux de défrichement ont été réalisés sur les murailles en 2013 et 2014.

## Description
D'un aspect général médiéval, le château de Picquigny a été modifié à maintes reprises. La forteresse se présente sous la forme d'une grande enceinte trapézoïdale qui s'allonge sur 55 m le long de la rive gauche de la Somme. Un fossé au sud l'isole du plateau. Le bourg, au nord, s'étire à son pied, près du fleuve.
Il était constitué d'un grand corps de logis orienté nord-sud, composé d'un rez-de-chaussée et de deux étages, surmontés d'un comble.
La façade extérieure, au sud, vers le plateau, est composée d'une puissante muraille, épaisse de plusieurs mètres, percée de rares croisées à meneaux et flanquée de tours. Elle domine un profond fossé destiné à protéger le château d'éventuels assauts venus de ce côté. Son aspect reste médiéval.
La façade intérieure, au nord, disparue en presque totalité, et une aile plus basse, au nord-est, dataient des XVIe et XVIIe siècles. Elle comportait huit travées, composées de hautes croisées à meneaux, rythmées par des pilastres.
L'une de ces travées était surmontée d'un haut lanternon, à la verticale d'un escalier à vis desservant les différents niveaux de l'édifice. Un autre escalier se trouvait dans l'aile nord-est, où se trouve encore la descente de cave. Cette façade donnait sur une cour en terrasse, entourée de murailles, qui existent toujours.
L'édifice comportait un niveau en sous-sol, dont d'importants vestiges subsistent, notamment une ancienne cuisine, et, au-dessus, deux autres niveaux composés chacun de trois vastes salles et plusieurs plus petites pièces. L'ensemble était surmonté par un haut comble en ardoise.
Ce logis est flanqué, au sud, de tours d'angles, circulaires et saillantes. Sur le côté ouest, des murailles en bastion servent de contrefort à la cour du château, enchâssant la porte du Gard dans un renfoncement.
À l'arrière de cette porte, un bâtiment, appelé le pavillon Sévigné, est de style XVII. À lui seul, cet édifice est une curiosité : son aspect est celui d'une habitation mais il comporte un grand escalier intérieur occupant toute la surface du bâtiment. Cet escalier permet de relier les parties hautes et basses du château.
Plusieurs descriptions du château au XVIIIe siècle nous sont parvenues. La première est de Jean Pagès (1655-1723). Un demi-siècle plus tard, Jean-Marie Roland de la Platière (1732-1793), inspecteur général du commerce, passe à Picquigny en juin 1763. Il monte dans le château qui est sur une hauteur et domine le bourg. Il écrit : « C'est un des plus anciens château que j'ai vu ; les gros murs de la maison même ont au moins 10 pieds d'épais ».
Depuis le XIXe siècle, d'importantes destructions sont survenues ; pendant plus d'un demi-siècle, le château sert de carrière de pierres aux habitants de Picquigny. Les combles sont démolis et la charpente employée dans la manufacture de Rouval près de Doullens. À cela, il faut ajouter les dégradations des vestiges soumis au intempéries. C'est alors que les ruines du château sont redécouvertes par les artistes et des historiens.
Elles comportent :
- remparts ;
- église castrale. La collégiale devient église paroissiale, après destruction de cette dernière, implantée alors dans le cimetière ;
- portes fortifiées avec pont-levis aujourd'hui disparus :
  - porte de la Barbacane : c'est elle qui permet l'accès au cœur (partie haute) de la forteresse, par son côté sud. Elle est équipée de deux ouvertures, dont chacune avait son pont-levis. Celle de gauche, en ogive, est plus large (porte charretière) que celle de droite, en plein cintre (passage piétons). C'est sous cette seule porte que se faisait, à Picquigny, la circulation entre Amiens et Abbeville. Les « gens d'armes » du seigneur pouvaient ainsi parfaitement contrôler et percevoir les droits de passage ;
  - porte du Gard : ouvrant sur le côté ouest du château, dans un renfoncement du rempart, elle ne donnait accès qu'à la partie basse des remparts et à la collégiale. Elle comporte une porte en ogive, flanquée de deux petites tours et comportait une herse. Deux blasons ornent le haut de l'arc ogival de cette porte.

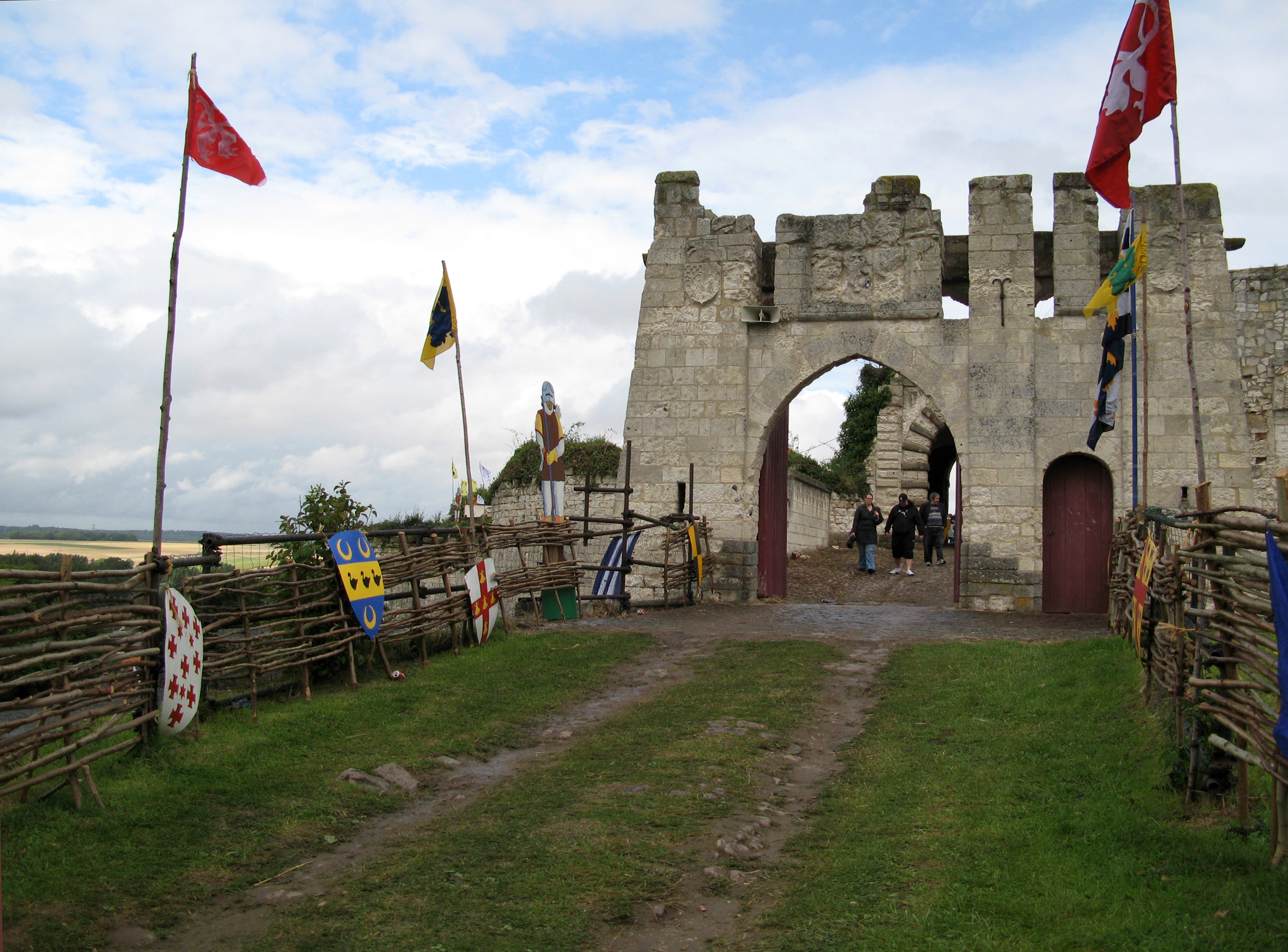
Façade de la porte de la Barbacane, décorée à l'occasion de la fête médiévale de 2008.
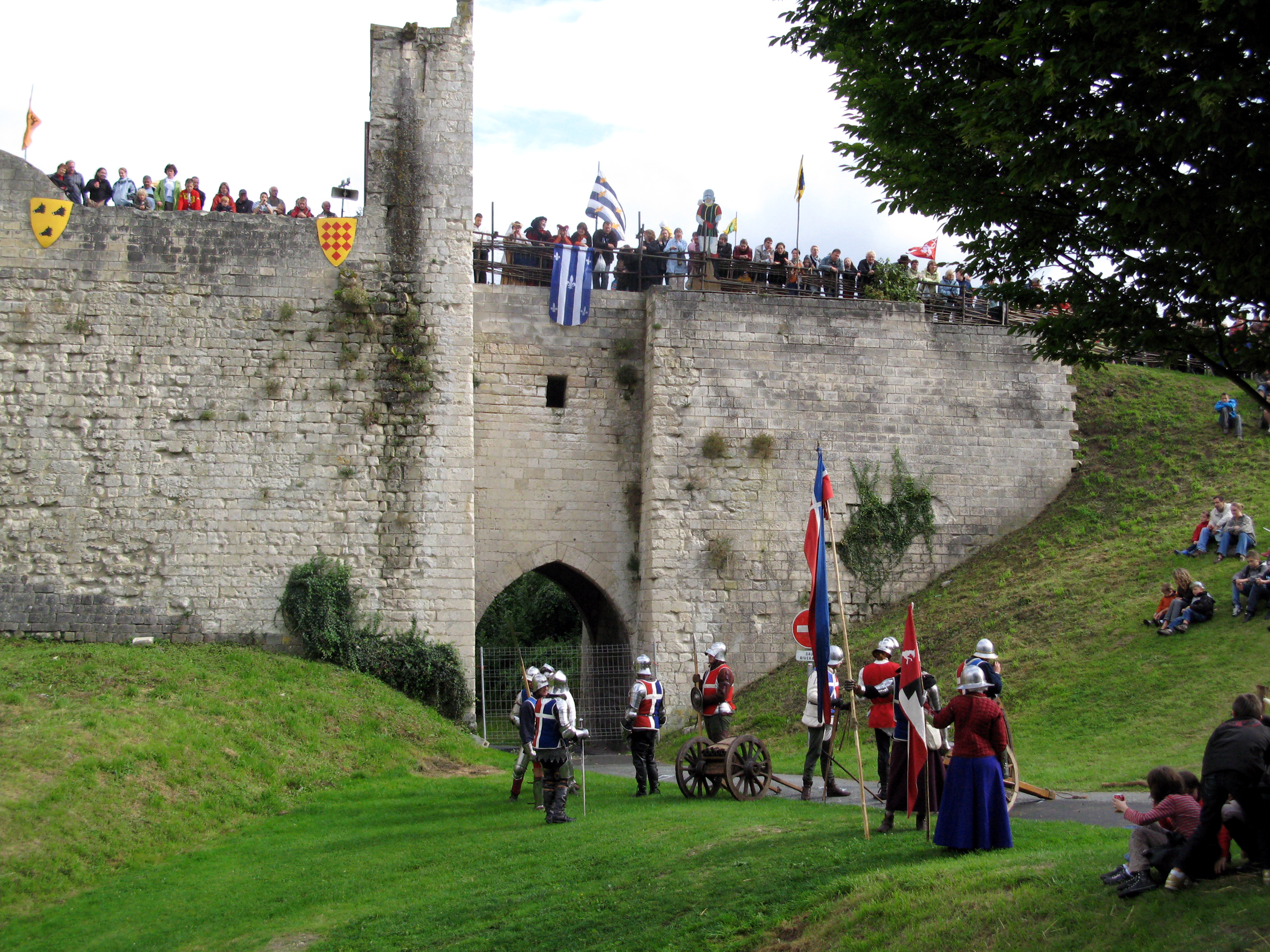
Vue latérale (côté ouest).

- vestiges du logis seigneurial, en particulier l'ancienne cuisine ;
- cour d'honneur ;
- place d'armes ;
- pavillon Sévigné ;
- héraldique : le château comporte un certain nombre d'armoiries sculptées, sur les deux portes et sur le pavillon Sévigné. Le blason représenté ci-dessous est celui de Charles d'Ailly (mort en 1567), écartelé : au 1 de la famille d'Ailly (de gueules à deux branches d'alisier d'argent croisées en sautoir, au chef échiqueté d'argent et d'azur), au 2 de la famille de Melun (d'azur à 7 besants d'or ordonnés 3-3-1) au chef aussi d'or, au 3 de Crèvecœur (de gueules à trois chevrons d'or), au 4 de Hornes, sur le tout, les armes de Picquigny. Sur la porte du Gard, armes d'Antoine d'Ailly (à gauche ou à dextre), armes de Marguerite de Melun (à droite ou à senestre). Les armes de Picquigny sont particulièrement visibles en couleurs dans la collégiale sur la plaque en souvenir des victimes des guerres, et sans les couleurs, sur la dalle du caveau des vidames de Picquigny, en relief sur la porte de la barbacane et sur le pavillon Sévigné.

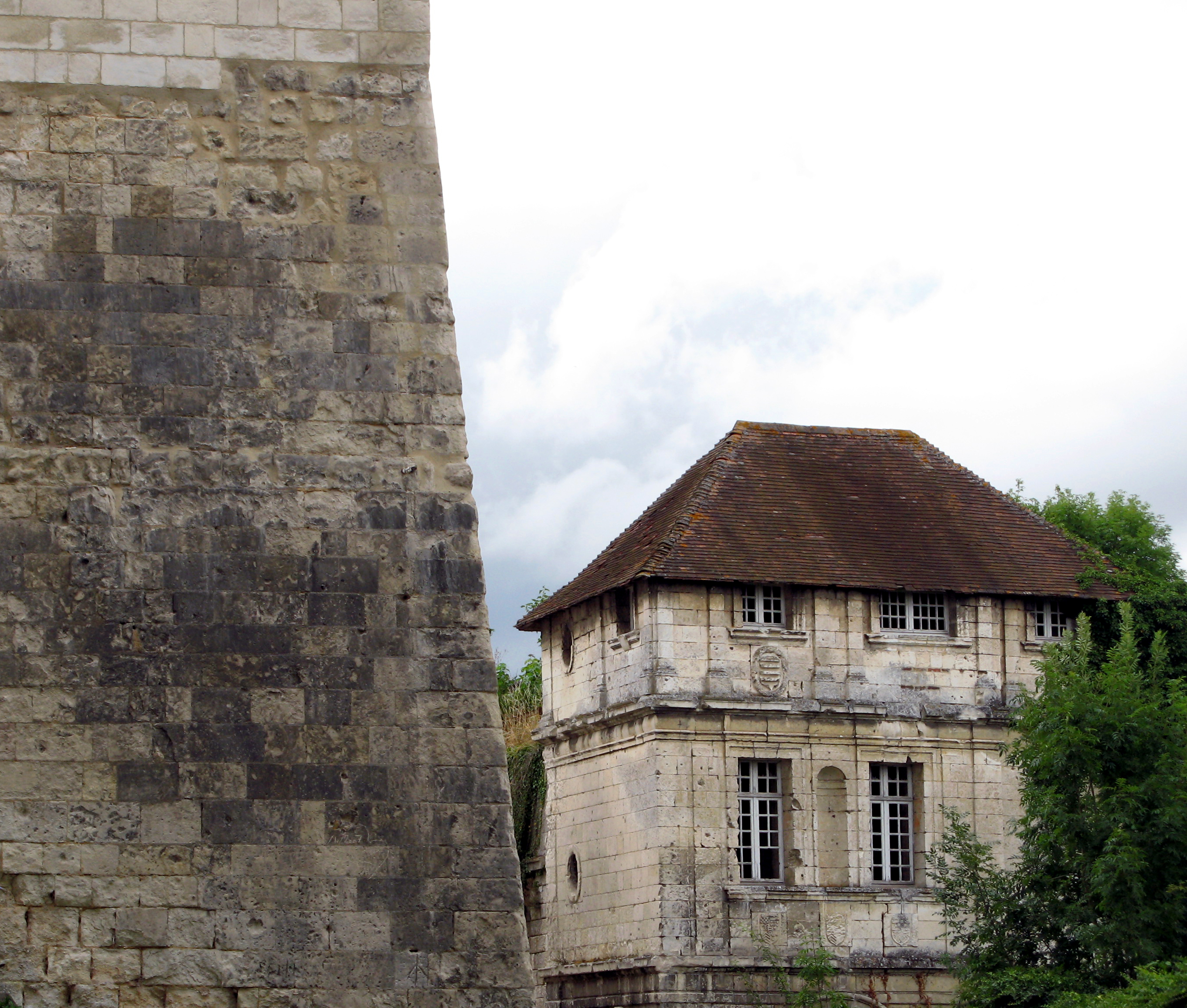
Pignon sud et façade est du pavillon Sévigné.
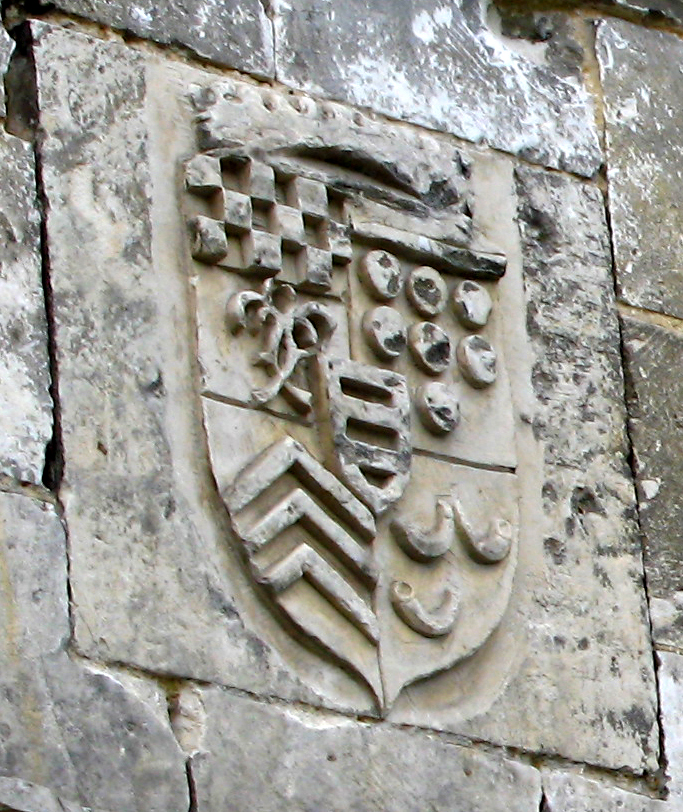
Blason sur le pavillon Sévigné.
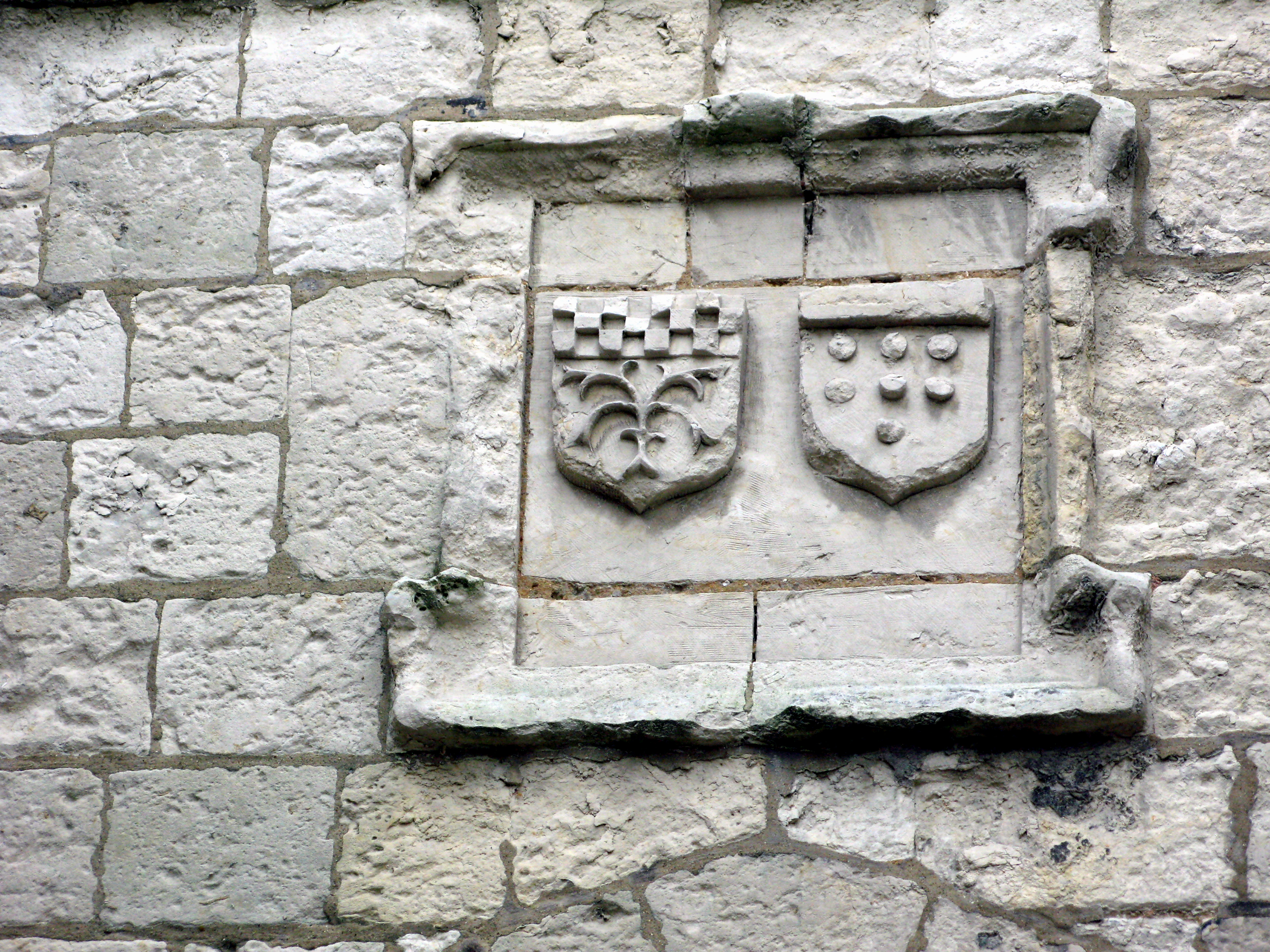
Blason sur la porte du Gard.

- jardin ;
- souterrains et caves ;
- escalier Saint-Martin.

## Personnalités liées au château
- Madame de Sévigné, y séjourna en 1689.
- Victor Hugo
- Les  frères Duthoit, qui en réalisèrent plusieurs gravures ou dessins.

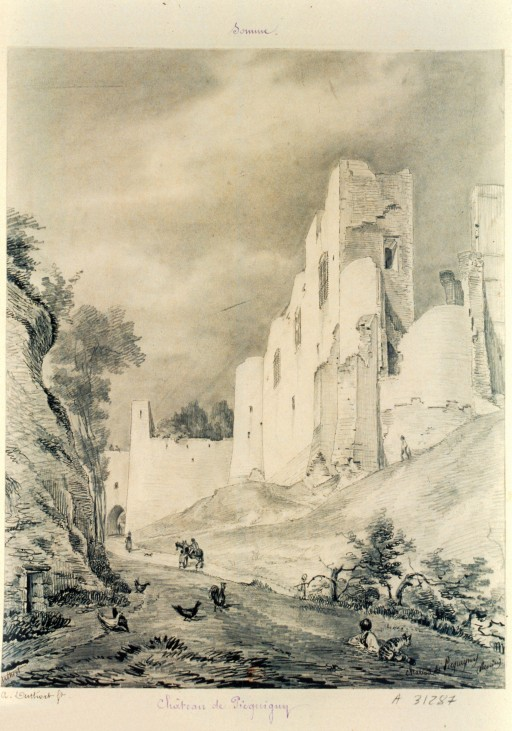
Louis Duthoit (1807-1874) - Château de Picquigny – XIXe siècle.

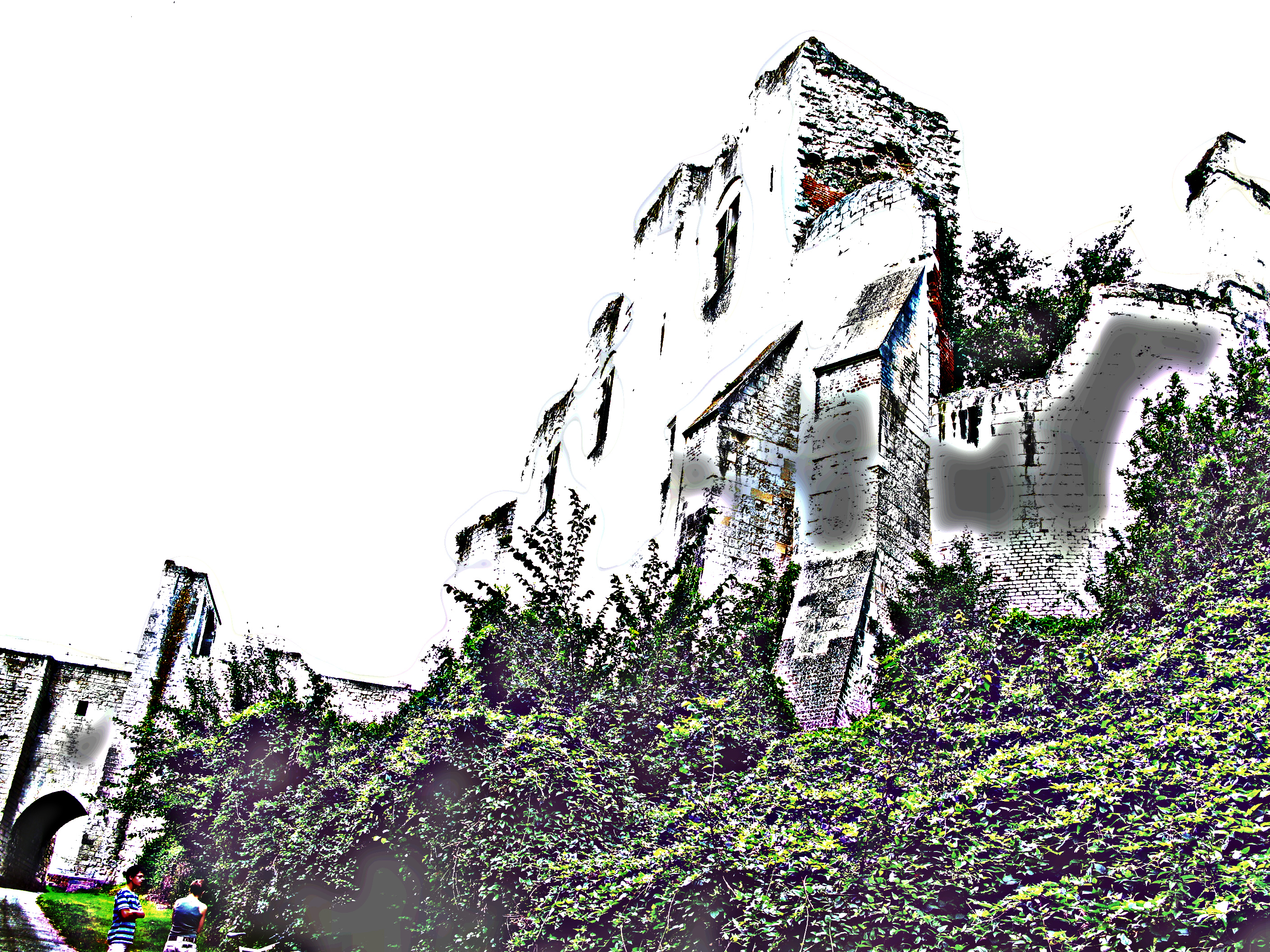
Vue sous un angle presque identique, un siècle et demi plus tard (en 2007). Le traitement numérique vise à estomper les détails, de façon à insister sur la silhouette des vestiges.